# IC 3759
IC 3759 је спирална галаксија у сазвјежђу Береникина коса која се налази на листи објеката дубоког неба у Индекс каталогу.
Деклинација објекта је + 20° 47' 0" а ректасцензија 12h 46m 17,7s. Привидна величина (магнитуда) објекта IC 3759 износи 15,0 а фотографска магнитуда 15,8.